# Destutia simpliciaria
Destutia simpliciaria là một loài bướm đêm trong họ Geometridae.